# 高砂市
高砂市（たかさごし）は、兵庫県の播磨南東部に位置する市。1954年（昭和29年）7月に市制を施行した。東播磨県民局管轄区域の1つ。
漁業、採石業、海岸部の工業地帯における各種製造業が営まれている。また長い歴史を持ち、市内南部を中心に神社が多く、播州の秋祭りと総称される祭礼が知られる。

## 地理

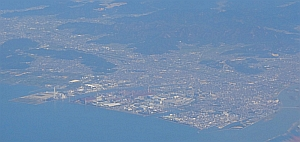
上空から見た高砂市

高砂市は播磨灘に面している。かつての沿岸は比較的遠浅の砂浜海岸だったが、昭和時代にほぼ全域が埋立地として造成された（後述）。市域の大部分は加古川の河口部の西側に形成された沖積平野にあり、地名の由来となっている（後述）。標高が比較的低い平坦な陸地が目立つ。
一方で、市域の北西部には「播磨アルプス」と呼称される山々がそびえ、隣接する加古川市との市境に位置する高御位山が高砂市内の最高峰である。さらに、市域内に凝灰岩質の岩山が点在している。これらの岩山では、長年にわたって採石が続けられてきた結果、山肌が大きく削られた特徴的な景観が見られる。
高砂市の気候帯は瀬戸内海式気候の区分内にあり、年間を通して比較的温暖であり、平年の降水量は少ない。空気の乾燥する時期の2011年1月24日には高砂市の北端部の鷹ノ巣山で山火事が発生し、高御位山方面へと延焼し、1 km2を超える山林が消失した。このような気候下において農業用水を安定的に確保するため、歴史的に農業用水路やため池が整備され、特に後者は市内北西部・阿弥陀地区の農地やその跡地に数多く残存している。その反面、ひとたび台風などがもたらす記録的大雨が降ると、標高の低さが災いし、高潮や洪水などの浸水被害に見舞われた（近年では1976年の台風17号、1990年の台風19号、2004年の台風23号、2011年の台風12号などが該当する）。これを防ぐため、加古川の河道改修（後述）など、治水のための土木工事が中世から現代にかけて多く実施された。
- 主な山：高御位山、竜山、日笠山
- 主な河川：加古川[注釈 1]、法華山谷川（洗川）[注釈 2]、天川[注釈 3]、鹿島川（松村川）
- 主な湖沼：堂池、市ノ池、阿弥陀新池（以上はいなみ野ため池ミュージアムを形成）、竿池・弟池、忽毛池、コウノ池

## 歴史
高砂市の南西部・曽根地区の山麓には、縄文時代の貝塚遺跡である日笠山貝塚がある。『播磨国風土記』にある説話の舞台・「南毘都麻島（なびつまのしま）」を現在の高砂近辺と比定する研究がある。
市内各所で複数の古墳が確認されており、市内の山から切り出されたものと考えられる石棺も出土している。同質の凝灰岩製石棺は畿内各地に流通したと考えられ、奈良県の見瀬丸山古墳や大阪府の墓山古墳でも出土した。
後の市名となる「たかさご」とは、砂が河口で堆積して盛り上がった状態を表す古語「たか-いさご」が転訛した、地形を示す一般名詞であった。「高砂」が加古川近辺の寄港地を示す地名として確認できる最古の文献は827年（天長4年）ごろに編纂された『経国集』13巻における、淡海福良満（おうみ の ふくらまろ）による、
「夕次高砂浦 時風暴且寒」
――ゆうべ（＝夜）に次る高砂の浦 時つ風暴く且つ寒し
で始まる、「夕宿播州高砂（ゆうべにばんしゅうたかさごにやどる）」という題の律詩である。少なくとも平安時代までには「高砂泊」と呼ばれる漁業や物流の拠点がこの地域に成立したと考えられている。ただし、この「高砂泊」は現在の高砂町にあたる地域とは異なり、加古川をはさんだ対岸の、現在の加古川市尾上町にあった。
鎌倉時代には塩田による食塩の生産が始まった（これより以前、現在の荒井町にあたる地域で行基による製塩指導が行われたという伝説がある）。室町時代より梶原氏が代々城主を務めた高砂城は、戦国時代の三木合戦の際に別所氏側の兵糧供給拠点として機能したが、羽柴秀吉によって落城させられた（高砂城の戦い）。なお室町時代前期には現在の米田の周辺に局地的ながら甚大な被害を出した地震が起きたと伝えられている。
姫路藩成立後、加古川流域の開発事業として現在の高砂町に当たる地域への港の移設と区画造成が開始された。その後、江戸時代を通じて高砂は加古川の舟運をベースにした物資の集散地として、また播磨灘の海運の要衝として、さらに御用蔵を設けた藩の拠点都市として繁栄していった。江戸時代には、同町出身の工楽松右衛門が高砂を拠点に海運業や港湾改修などを広く手掛けた。工楽家旧宅は現存し、一般開放されている。
これらの名残として高砂町には江戸時代から大正・昭和時代初期にかけて建てられた蔵・蔵跡、木造の洋館、レンガ造りの倉庫などの関連建物が長く残り、町内は特有の景観を形成している。また、細かい町割りからなる当時の町名が現代に至るまで残され（後述）、各町には町名を紹介する看板が立てられている。
河川水を容易に得られる土地であり、かつ海岸付近が埋め立てに適した遠浅の地形であったため、明治維新後、工場の立地が相次いだ。第二次世界大戦の頃までは軍需産業が盛んだった。戦後においては市制施行直後の1955年に、市の「工場誘致条例」が施行され、軍需工場の払い下げ地に重化学工業および食品製造業分野の工場が多く進出した。海岸は1961年から1974年にかけて、県の事業によって計約280万平方メートルにわたって埋め立てられ、播磨臨海工業地帯の中核のひとつとして財政的発展をとげるに至った。しかし同時に、底質汚染などの公害問題がもたらされ、長期の行政課題となったほか、「入浜権運動」に代表される、かつての海を取り戻すための市民運動も起きた。

### 和歌と能に登場する高砂

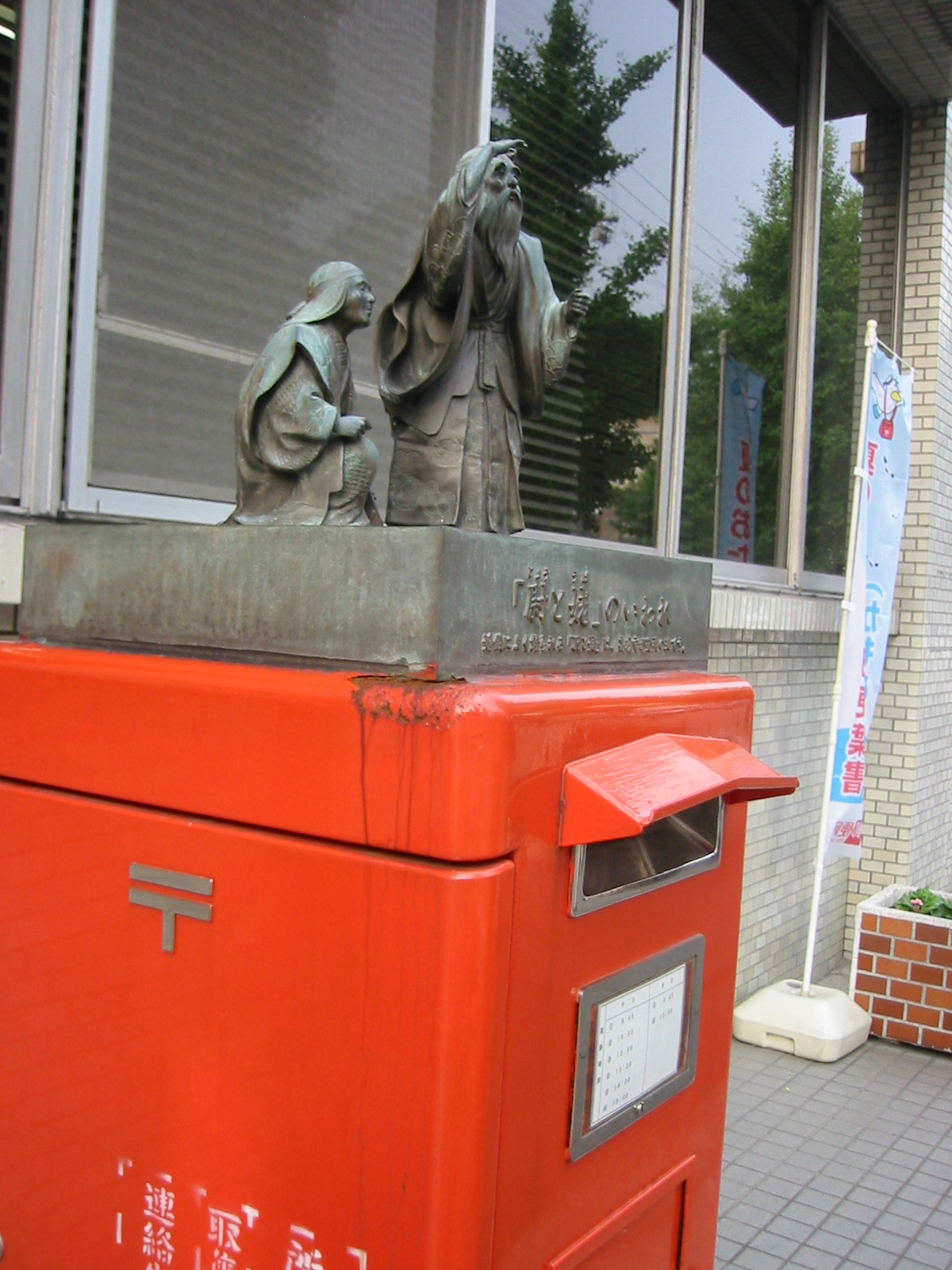
高砂郵便局前のポスト上に設置された「尉と姥」像。

松（クロマツ）は日本列島の海岸、とりわけ砂地に多く植えられてきた。また先史時代より、本州各地で防波・防潮のために植林・造林が行われてきた形跡がある。松林と砂浜との取り合わせは美観とされてきた経緯があり、万葉集が編纂された時代には「たかさご」は「まつ（松、待つ）」「をのへ（おのえ。山の頂上の意。）」という語を修飾する枕詞として定着するに至った。
紀貫之は『古今和歌集仮名序』で和歌に織り込まれるテーマを多く列挙して、感興と癒しの効能を説いており、その1つとして「相生の松」が登場する。
「古（いにしへ）の世々のみかど…（中略）…高砂・住江の松も相生（あひおひ）のやうにおぼえ…（中略）…歌をいひてぞなぐさめける」
畿内では松や海をモチーフとした伝承が古くから広く知られていたと考えられている。世阿弥はこの伝承に取材し、能『高砂』を作った。阿蘇の神官・友成が、上京途上に高砂の浦で出会った尉と姥（じょう-と-うば または じょう-と-んば＝老夫婦）に、高砂と海を隔てた住吉（すみのえ）に生えた「相生（相老い）の松」の伝説を聞き、尉と姥が「われわれこそ、その松の精である」と明かし、姿を消すという筋である。「高砂や。この浦舟に帆を上げて……」という一節がよく知られ、現在では日本式の結婚披露の場などで謡われることが多い（ウィキクォート世阿弥の項も参照）。
その後、工業用地の造成などにより、市内の松林と砂浜の多くが失われた。しかし向島公園、あらい浜風公園を始めとする海浜公園の整備など、往時の景観をしのぶ努力が払われるようになった。
また高砂神社の相生の松（松ぼっくり）をモチーフとして2009年に、市のマスコットキャラクター「ぼっくりん」が誕生した。

### 行政区域の変遷
高砂市は市政施行に至るまで、周辺町村を巻き込んだ合併論議に幾度となく翻弄された。
1946年2月、高砂町を訪れた姫路駐在のニコラス・D・ラモート中佐は高砂町・加古川町を軸に加古郡・印南郡12町村による合併を強く説く。ラモート中佐は姫路市と周辺6市町村との合併を「指示」した人物で、「加印のような戦災地でない他の地方にも再建の必要があり、繁栄の基礎条件を整えるために合併の推進は日本全体の要望である、小さな町村が一致努力しつつある実情から一歩を進め、渾然一体となる必要があるが、高砂、加古川の合併は最も自然で、姫路よりももっと自然である」と主張した。このときは荒井村が時期尚早として再考を求め、ラモート中佐も帰国したため合併協議は頓挫した。
1947年5月3日に日本国憲法とともに地方自治法が施行されると、神戸市・姫路市に挟まれた加印地区でも町村合併を刺激する動きが現れる。同年5月31日には高砂町に加印15町村長が集まり、県から指示された10年後の都市建設構想地図を中心に討議している。1948年1月には仮称「播磨市」の実現を目指すべく高砂・加古川両町議会の合併委員の協議により双方無条件の合併推進に合意した。加古川町議会はこの合併案に早々に賛成したが、高砂町長・豊岡至道は慎重論を説き、豊岡に代わって町長に就任した中須義男は合併反対の立場を示し、合併論議は立ち消えとなった。
1949年8月にシャウプ使節団第1次報告書（シャウプ勧告）が公表されると、またしても合併協議論が再燃し、加古川町は加古川左岸地域の町村との合併協議をまとめ、1950年に加古川市が発足する。右岸地域では米田町がいったん仮調印した加古川町との合併を破棄し、荒井村・伊保村は加古川・高砂両町の動きを見極める態度を取り、右岸地域では結局このときも合併運動は前進しなかった。
1951年1月、地方自治庁は「町村の適正規模について」各府県知事に通達を出し、1952年8月の地方自治法改正により知事に市町村合併計画を立案・勧告する権限を与えた。さらに1953年10月に町村合併促進法が施行（昭和の大合併）されると、1954年3月に兵庫県加印地方事務所は管内を6ブロックに分けた合併案を示す。このうち高砂ブロック（高砂・荒井・伊保・曽根）については「合併実施にあたっての障害なし」とされ、ここが合併のモデルケースとみなされた。4町村は合併案公表前の1953年11月に新市発足について一定の合意に達していたが、米田町がこのブロックに急遽参加を表明したために加印全体に大きな波紋を広げることになる。結局、県がモデルケースの変更を認めないという姿勢を崩さなかったため米田町は高砂ブロックへの参加を断念、米田町長・松本市之助はのちに「『机上の合併プラン』の押しつけが、爾後の合併問題の紛糾に輪をかけるような不幸な結果を招いたのであります」と県の態度を強く批判している。
「高砂ブロック」における合併促進協議会は1954年4月の新市施行を目指して運動を進めたが、高砂・伊保・曽根の3町村は住民投票において圧倒的多数で合併賛成の方針が示されたのに対し、荒井村では大工場労働組合が「余りにも中央に依存し過ぎた」合併論に批判的な態度を示したために住民投票では合併賛成が半数に届かず、当時の荒井村長・村議会員全員が辞職する騒動となった。もっとも村長選では「事前工作」により合併推進派の高井義夫が無投票で当選し、村議選でも合併推進派が圧倒的多数を占めたため、合併協議は元の軌道に戻った。しかしながら合併協議の期限とされる1954年3月末を前にして荒井村当局側が慎重を極め、3月27日の村内説明会において高井が「声涙とともに下る」様子で合併の必要性を説き、3月30日の村議会でようやく合併案を可決した。4町村の合併申請は5月の県議会で承認され、高砂市は県下17番目の市として7月1日に発足した。
米田町の分割合併（米田町#分割合併を参照）を経て、大塩町との合併協議（大塩町#合併問題を参照）、昭和40年代には志方町との合併協議、次いで加古川市・稲美町・播磨町・志方町との2市3町による合併協議が持たれたが（志方町#沿革を参照）これらは実現しなかった。
- 1954年7月1日 - 加古郡高砂町・荒井村・印南郡曽根町・伊保村が合併して発足。
- 1956年9月30日 - 印南郡阿弥陀村・米田町の大部分（米田・米田新・古新・塩市・島・神爪）を編入。
- 1957年3月10日 - 印南郡北浜村を編入。

### 環境保全
- 1954年4月 - 鐘淵化学工業高砂工場でカネクロール（PCB）を製造開始[27]。後に、各地のPCB製造事業所所在自治体同様、底質土壌への流出・浸透が判明した（底質汚染参照）。
- 1974年6月 - 環境庁水質保全局長通知「底質の処理・処分等に関する暫定指針」に基づき、高砂市PCB対策本部の監視のもと、鐘淵化学および三菱製紙が事業主体となって、高砂西港の土壌の浚渫と固化処理を開始[17]。
- 1976年8月 - 高砂西港底質土砂の固化工事が完了[17]。
- 2006年6月 - PCB特措法に基づき、「高砂西港盛立地のPCB汚染土に係る技術検討専門委員会」が設立され、PCB含有土壌の恒久的な処理方法の検討が開始された[17]。

## 地域

### 地域区分
おおよその地域区分は以下の通りである。ただし小・中学校区やゴミ収集などの単位は、必ずしも以下に準じない。
高砂地区
- 高砂町相生町
- 高砂町藍屋町
- 高砂町朝日町1〜3丁目
- 高砂町今津町
- 高砂町魚町
- 高砂町戎町
- 高砂町沖浜町
- 高砂町鍵町
- 高砂町鍛冶屋町
- 高砂町狩網町
- 高砂町木曽町
- 高砂町北渡海町
- 高砂町北本町
- 高砂町細工町

- 高砂町栄町
- 高砂町材木町
- 高砂町清水町
- 高砂町次郎助町
- 高砂町船頭町
- 高砂町高瀬町
- 高砂町田町
- 高砂町大工町
- 高砂町釣船町
- 高砂町西宮町
- 高砂町農人町
- 高砂町浜田町
- 高砂町浜田町1〜2丁目
- 高砂町東農人町

- 高砂町東浜町
- 高砂町東宮町
- 高砂町松波町
- 高砂町南材木町
- 高砂町南渡海町
- 高砂町南浜町
- 高砂町南本町
- 高砂町宮前町
- 高砂町向島町
- 高砂町横町
- 高砂町猟師町
- 西畑1〜4丁目

荒井地区
- 荒井町扇町
- 荒井町御旅1〜2丁目
- 荒井町紙町
- 荒井町小松原1〜5丁目
- 荒井町新浜1〜2丁目
- 荒井町千鳥1〜3丁目
- 荒井町中新町
- 荒井町中町
- 荒井町蓮池1〜3丁目
- 荒井町東本町
- 荒井町日之出町
- 荒井町南栄町
- 荒井町若宮町
- 末広町

伊保地区
- 伊保1〜4丁目
- 伊保崎1〜6丁目
- 伊保崎南
- 伊保町伊保崎
- 伊保町梅井
- 伊保東1〜2丁目
- 伊保港町1〜2丁目
- 今市1〜2丁目
- 梅井1〜6丁目
- 高須
- 竜山1〜2丁目
- 中島1〜3丁目
- 緑丘1〜2丁目
- 美保里
- 百合丘

中筋地区
- 伊保町中筋
- 春日野町
- 時光寺町
- 中筋1〜5丁目

曽根地区
- 松陽1〜4丁目
- 曽根町[注釈 8]
  - 東之町
  - 西之町
  - 南之町
  - 北之町

米田地区
- 神爪1〜6丁目
- 米田団地
- 米田町古新
- 米田町塩市
- 米田町島
- 米田町米田
- 米田町米田新

阿弥陀地区
- 阿弥陀1丁目
- 阿弥陀町阿弥陀
- 阿弥陀町魚橋
- 阿弥陀町生石
- 阿弥陀町北池
- 阿弥陀町北山
- 阿弥陀町地徳
- 阿弥陀町長尾
- 阿弥陀町南池
- 金ケ田町

北浜地区
- 北浜町牛谷
- 北浜町北脇
- 北浜町西浜

### 人口

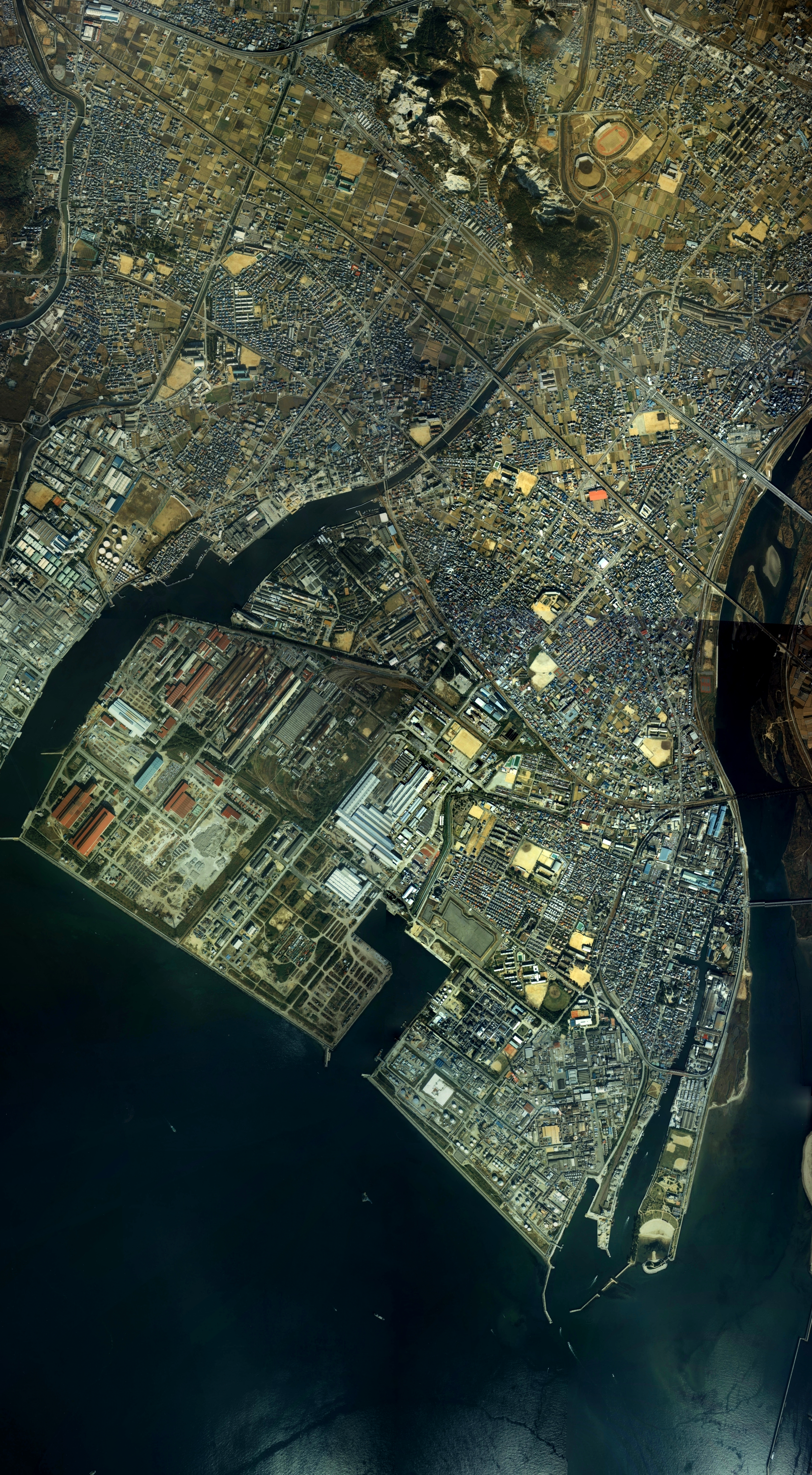
高砂市中心部周辺の空中写真。1985年撮影の12枚を合成して作成。写真の右端が加古川の河口部、写真の左端が法華山谷川の河口部、写真の下側が播磨灘である。。

| |                                        |  |
| 高砂市と全国の年齢別人口分布（2005年） | 高砂市の年齢・男女別人口分布（2005年） |  |
| ■紫色 ― 高砂市 ■緑色 ― 日本全国 | ■青色 ― 男性 ■赤色 ― 女性              |  |
| 高砂市（に相当する地域）の人口の推移 \| 1970年（昭和45年） \| 68,900人 \| \| \| 1975年（昭和50年） \| 77,080人 \| \| \| 1980年（昭和55年） \| 85,463人 \| \| \| 1985年（昭和60年） \| 91,434人 \| \| \| 1990年（平成2年） \| 93,273人 \| \| \| 1995年（平成7年） \| 97,632人 \| \| \| 2000年（平成12年） \| 96,020人 \| \| \| 2005年（平成17年） \| 94,813人 \| \| \| 2010年（平成22年） \| 93,901人 \| \| \| 2015年（平成27年） \| 91,030人 \| \| \| 2020年（令和2年） \| 87,722人 \| \| |                                        |  |
| 総務省統計局 国勢調査より |                                        |  |
| 1970年（昭和45年） | 68,900人                               |  |
| 1975年（昭和50年） | 77,080人                               |  |
| 1980年（昭和55年） | 85,463人                               |  |
| 1985年（昭和60年） | 91,434人                               |  |
| 1990年（平成2年） | 93,273人                               |  |
| 1995年（平成7年） | 97,632人                               |  |
| 2000年（平成12年） | 96,020人                               |  |
| 2005年（平成17年） | 94,813人                               |  |
| 2010年（平成22年） | 93,901人                               |  |
| 2015年（平成27年） | 91,030人                               |  |
| 2020年（令和2年） | 87,722人                               |  |

### 保育・教育
幼稚園・保育所・認定こども園は概ね小学校区に対応するように配置されているが、認定こども園については区域外からの入園も可能である。法華山谷川右岸の一部区域では加入する自治会によって通学する小・中学校が変わる。
| 市立幼稚園・認可保育所・認定こども園                           | 市立小学校           | 市立中学校         |
| -------------------------------------------------------------- | -------------------- | ------------------ |
| 高砂市立高砂こども園                                           | 高砂市立高砂小学校   | 高砂市立高砂中学校 |
| 高砂市立荒井幼稚園 高砂市立荒井保育園                          | 高砂市立荒井小学校   | 高砂市立荒井中学校 |
| 高砂市立伊保こども園 高砂市立中筋こども園 高砂市立曽根こども園 | 高砂市立伊保小学校   | [ 注釈 9 ]         |
| 高砂市立伊保こども園 高砂市立中筋こども園 高砂市立曽根こども園 | 高砂市立中筋小学校   | 高砂市立竜山中学校 |
| 高砂市立伊保こども園 高砂市立中筋こども園 高砂市立曽根こども園 | 高砂市立伊保南小学校 | 高砂市立松陽中学校 |
| 高砂市立伊保こども園 高砂市立中筋こども園 高砂市立曽根こども園 | 高砂市立曽根小学校   | 高砂市立松陽中学校 |
| 高砂市立米田こども園                                           | 高砂市立米田小学校   | 高砂市立宝殿中学校 |
| 高砂市立米田こども園                                           | 高砂市立米田西小学校 | 高砂市立宝殿中学校 |
| 高砂市立阿弥陀こども園                                         | 高砂市立阿弥陀小学校 | 高砂市立鹿島中学校 |
| 高砂市立北浜こども園                                           | 高砂市立北浜小学校   | 高砂市立鹿島中学校 |

私立認可保育所
- 白兎愛育園
- 米田西保育園

私立認定こども園
- 子供の園保育園
- さいしゅうじこども園
- 正蓮寺こども園
- 真浄寺きくなみ保育園
- 認定こども園真浄寺保育園
- 聖パウロこども園
- 中筋保育園
- みどり丘こども園
- 美保里こども園

私立中学校
- 白陵中学校

高等学校
- 兵庫県立松陽高等学校
- 兵庫県立高砂高等学校
- 兵庫県立高砂南高等学校
- 白陵高等学校

専門学校
- ICT専門学校 高砂校

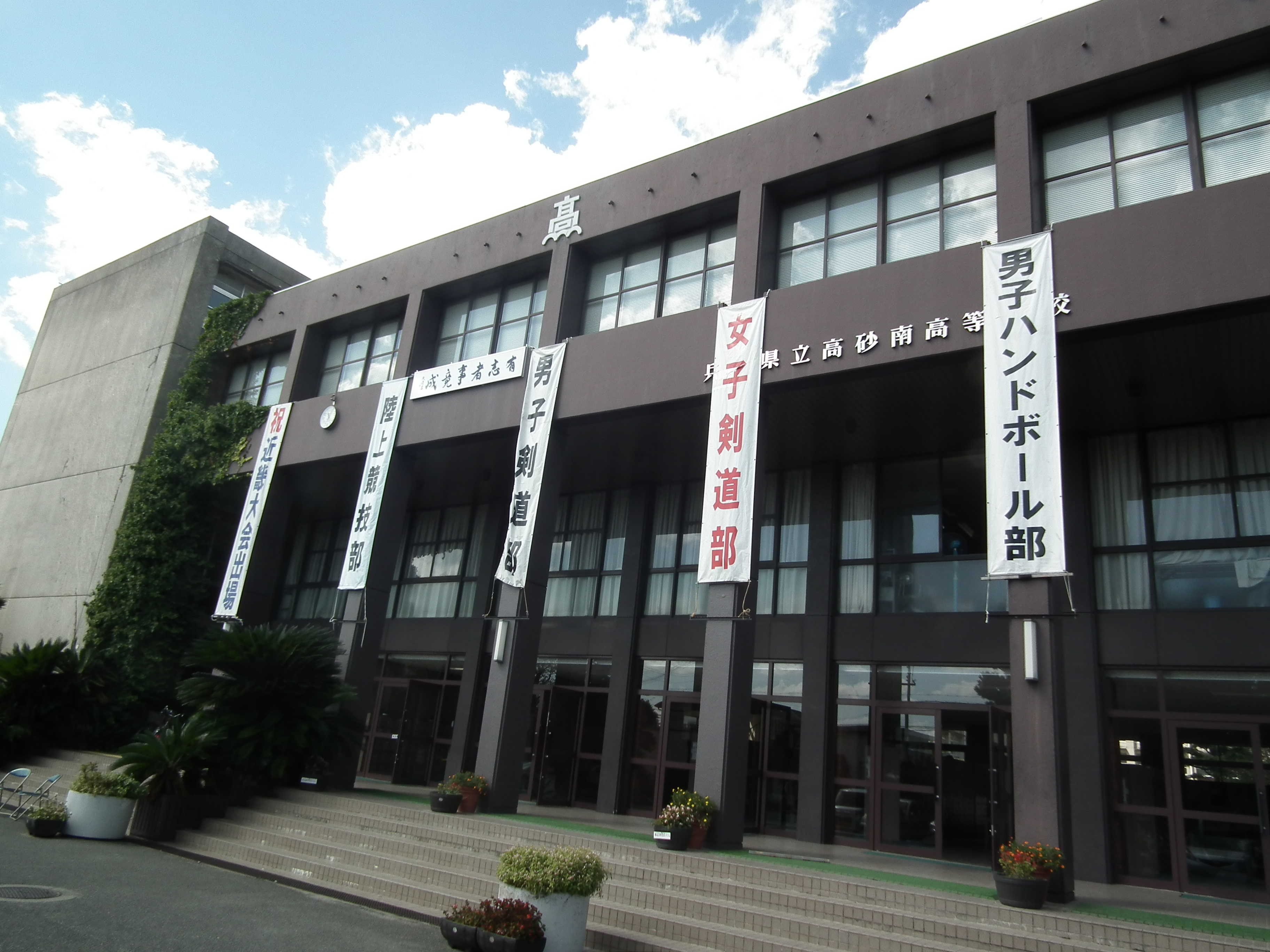
兵庫県立高砂南高校(2012年9月27日撮影)

市内に特別支援学校はなく、加古川市立加古川養護学校（肢体不自由児・生徒）、兵庫県立東はりま特別支援学校（知的障害児・生徒）の通学区域となる。

### 医療・衛生
病院
- 高砂市民病院（市営）
- 高砂西部病院（徳洲会運営）

ごみ処理施設
- 高砂市美化センター - 三菱重工パワーインダストリーによる管理・運営。

### 警察・消防
- 兵庫県警 - 高砂警察署
- 高砂市消防本部

### 司法
裁判所・検察庁は市内に設置されていない。裁判は神戸地方裁判所姫路支部（簡易裁判所は加古川簡易裁判所）、検察事務は神戸地方検察庁姫路支部（簡裁に対応する事務は加古川区検察庁）の管轄である。

### 運輸・通信
郵便

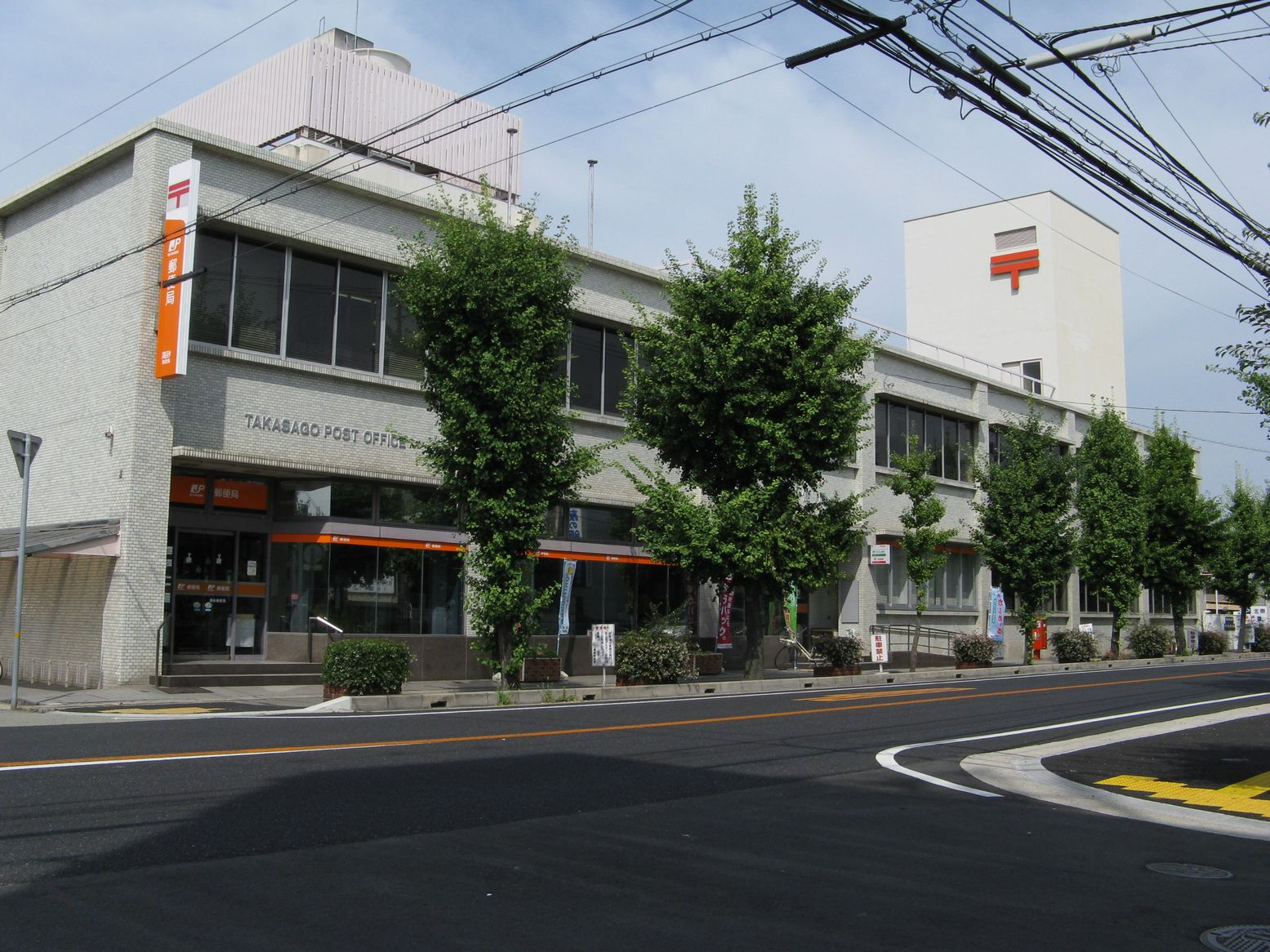
高砂郵便局

高砂郵便局（北浜町を除く全域）および姫路南郵便局（北浜町のみ）が集配を担当している。郵便番号はそれぞれの局の項目を参照。
この他の市内に所在する集配業務を行わない郵便局は、以下の通り。
- 曽根郵便局
- 高砂荒井郵便局
- 高砂伊保崎郵便局
- 高砂今市郵便局
- 高砂魚橋郵便局
- 高砂栄町郵便局
- 高砂塩市郵便局
- 高砂中筋郵便局
- 高砂横町郵便局

自動車登録
姫路市の神戸運輸監理部姫路自動車検査登録事務所の管内であり、ナンバープレートの表記は「姫路」である。
電話
市外局番は市内全域が「079」である。しかし単位料金区域（MA）は北浜町（姫路MA）とそれ以外の地域（加古川MA）で分割されている。
放送
市内に放送局・中継局はなく、テレビとFMラジオの電波は、ほとんどの世帯が姫路市の姫路テレビ・FM中継局の受信圏内である。また、加古川市のケーブルテレビ局・BAN-BANテレビのサービスエリア内、コミュニティFM局・BAN-BANラジオの受信圏内である。

### 文化・体育施設
- 高砂市立図書館
- 高砂市文化会館
- 高砂市民プール
- 高砂市総合運動公園
  - 高砂市野球場
  - 高砂市総合体育館

### 公園

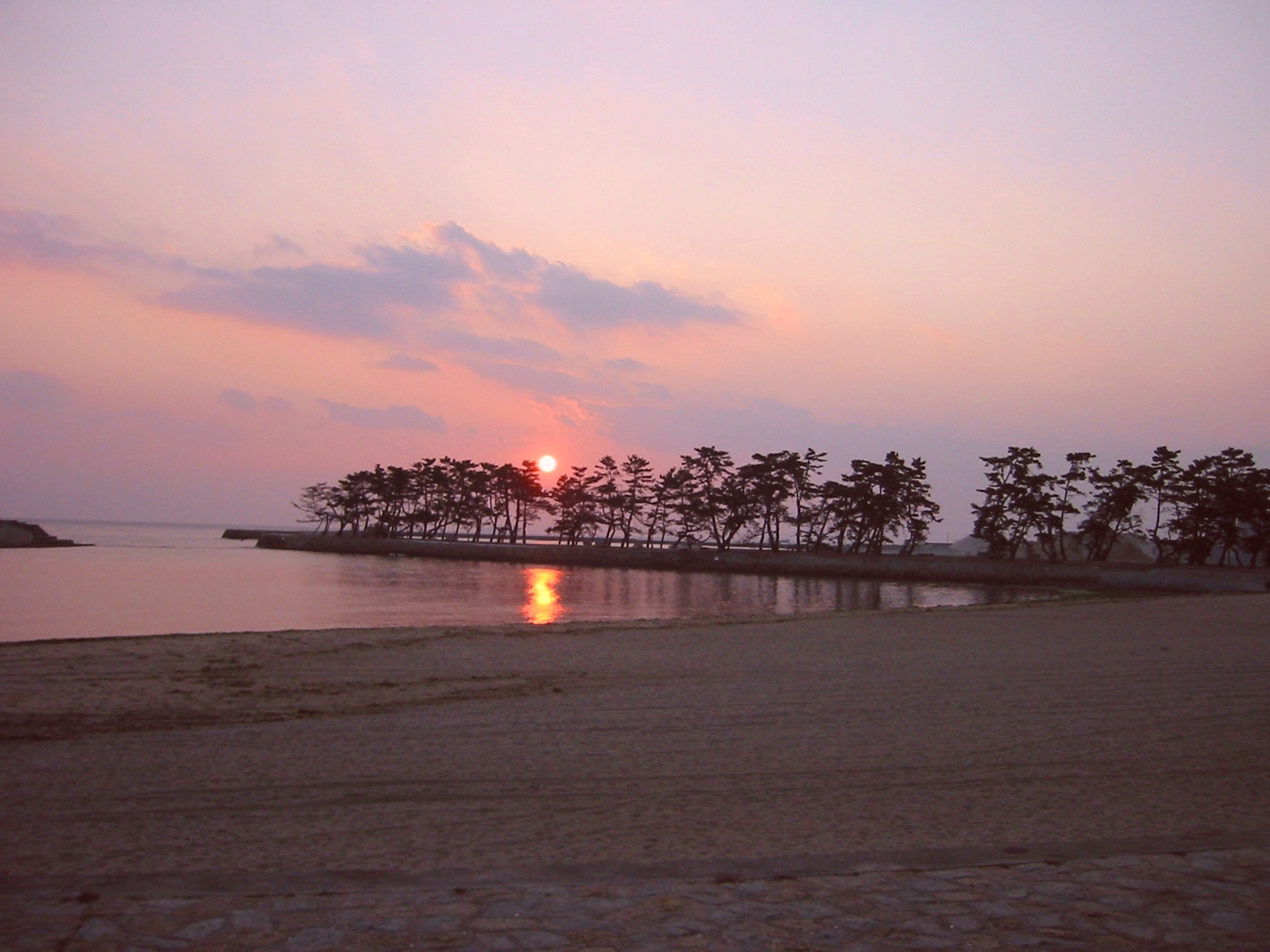
高砂海浜公園内の人工砂浜から見た日没。写真で目立つ樹木は、クロマツである。

- あらい浜風公園 - 夜間は閉鎖される。開園時間帯は季節により異なる。
- 市ノ池公園 - 高砂市公園墓地と隣接する。
- 鹿島・扇平自然公園 - 高砂市の北端で、市ノ池公園と隣接している。2011年1月24日に発生した山火事では、公園内の山林が被害を受けた。
- 兵庫県立高砂海浜公園 - 高砂港と加古川河口の間で、江戸時代には高砂向島砲台が設置された場所である。クロマツなどが植えられており、人工の砂浜に降りられる。また沖合いの高砂島と呼ばれる人工島へは橋で渡れる。向島公園と隣接している。
- 高砂市立向島公園 - 園内に高砂市青年の家も建つ。
- 高砂河川公園 - 加古川の右岸の一部。テニスコートを備えている。
- 高砂みなとの丘公園 - 高砂西港に面した公園で、三菱重工専用埠頭広場も公園に含まれる。開園時間は8時から17時の間のみ。

## 市政

### 市長
| 代      | 氏名       | 就任年月日     | 退任年月日     |
| ------- | ---------- | -------------- | -------------- |
| 1-2,4-6 | 中須義男   | 1954年7月30日  | 1959年10月27日 |
| 1-2,4-6 | 中須義男   | 1963年10月26日 | 1975年10月26日 |
| 3       | 菱川兵次郎 | 1959年10月27日 | 1963年10月26日 |
| 7-11    | 足立正夫   | 1975年10月26日 | 1994年10月26日 |
| 12      | 大内秀雄   | 1994年10月26日 | 1998年10月26日 |
| 13-14   | 田村広一   | 1998年10月26日 | 2006年10月26日 |
| 15      | 岡 恒雄    | 2006年10月26日 | 2008年2月22日  |
| 16-18   | 登 幸人    | 2008年4月13日  | 2020年4月12日  |
| 19      | 都倉達殊   | 2020年4月13日  | 現職           |

### 議会
市議会議員の定数は19名。

### 庁舎

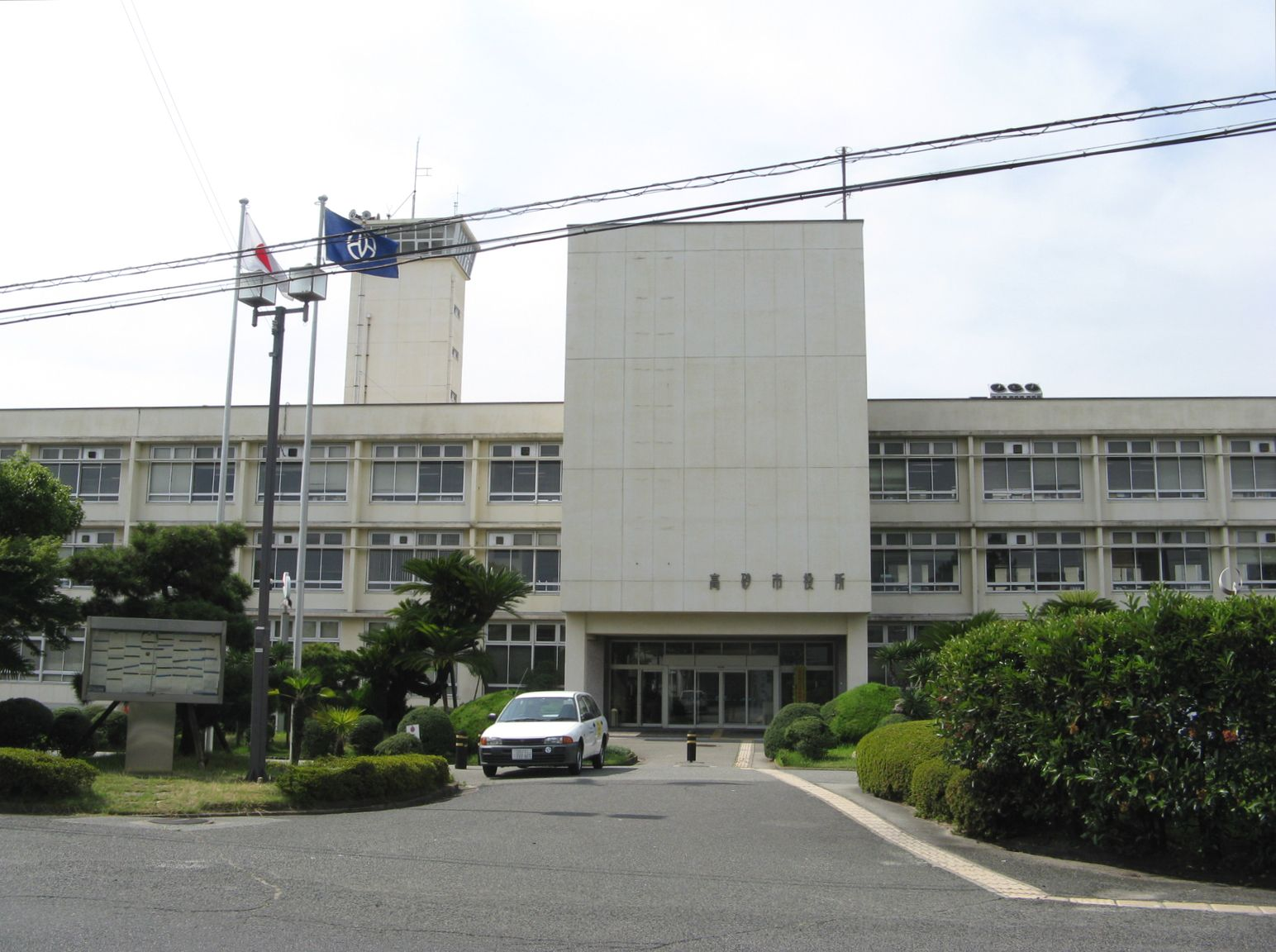
高砂市役所旧庁舎（2008年7月撮影）

旧庁舎は老朽化のため建て替えられ、2019年10月に議会や食堂が入る新分庁舎が完成した後、2021年9月19日に新本庁舎が完成し、本庁舎は同年11月15日以降移転した部署から窓口業務を開始した。

### 姉妹都市・提携都市
日本
- 宍粟市（兵庫県） - 1987年4月24日に当時の宍粟郡波賀町と姉妹都市提携。

国外
- ラトローブ市（英語版）（オーストラリア連邦ビクトリア州） - 2000年10月12日姉妹都市提携[33]。

## 県政・国政

### 県政
兵庫県議会において、市内全域で定数1の高砂市選挙区をなす。

### 衆議院
- 任期：2021年10月31日 - 2025年10月30日（「第49回衆議院議員総選挙」参照）

| 選挙区                                           | 議員名     | 党派名     | 当選回数 | 備考   |
| ------------------------------------------------ | ---------- | ---------- | -------- | ------ |
| 兵庫県第10区（高砂市、加古川市、稲美町、播磨町） | 渡海紀三朗 | 自由民主党 | 10       | 選挙区 |

## 経済

### 産業人口
2010年国勢調査によれば、産業別就業者のうち第三次産業従事者の割合が60.4%を占める。第二次産業従事者はそれに次ぐ36.6%で、うち27.9%が製造業従事者である。
2010年時点で、加古川市への通勤率は15.1%、姫路市への通勤率は14.2%である。

### 主な産業・企業
漁業
- 漁港：高砂港、伊保港、曽根港。底引き網漁・船引き網による[36]貝類、甲殻類等の水揚げ[37]が盛ん。
- 高砂町および荒井町の沖合に、ノリおよびワカメの養殖場がある[36][38]。

農業
- 高砂市付近は瀬戸内式気候で少雨のために溜め池が多く作られてきた地域だが、その溜め池ではレンコンが収穫できる[39]。このためレンコンの栽培が盛んである。

採石業
- 竜山石（たつやまいし） - 高砂市の一部地域で産出する石材で、古墳時代から採石が続けられてきた。このため高砂市内では採石を行った跡が見られ、例えば、伊保山や竜山では石切り場が見られる。また1842年には竜山の中腹に鉱山の神とされる「火明神（ほのあかりのみこと）」を祠を建てて祀り、石工達が採石の安全祈願を行うようになった。竜山での石材の採掘は、昭和時代の中期が最盛期であった。その後は石材の需要が減少し、竜山中腹の祠も荒廃したため、2004年6月に、この祠は山の麓に移転した[40]。竜山石は凝灰岩の一種とされていたが、近年の調査によりハイアロクラスタイト(水冷破砕溶岩)だと判明した[41]。青、黄、赤系の色合いがあり、古くは石棺など、現代では著名建築にも使用されている。

製造業
- AGC 関西工場高砂事業所 - 液晶ディスプレイ用ガラス
  - AGCセラミックス 高砂工場 - 上記の関連会社。不定形耐火物など
- MCフードスペシャリティーズ 高砂事業所・食品開発研究所高砂分室 - 食品添加物など
- カネカ 高砂工業所 - 食品・医薬品など。過去にはポリ塩化ビフェニル(PCB)を製造していた。
- キッコーマン 高砂工場 - 調味料など。西日本に流通されるキッコーマンブランドの醤油はここで生産される。
- 黒崎播磨 高砂不定形工場 - 不定形耐火物
- 神戸製鋼所 高砂製作所 - 鋳鍛鋼、鉄粉、回転機（圧縮機）など
- サントリープロダクツ 高砂工場 - 清涼飲料水。旧国鉄高砂工場跡地の高砂工業公園内に立地し、平日は事前予約で工場見学を受け付けている。
- タクマ 播磨工場 - 廃棄物処理プラント、ボイラーなど
- 東洋紡 高砂工場・精密化学品研究所 - 旧・東洋化成工業。塗料原料の製造、化学製品材料の研究。
- 日本精化 高砂工場 - 化粧品・医薬品原料、工業用化学品など
- 日本ネットワークサポート 播磨工場・高砂工場 - コンクリート製品など
- 三菱重工業 高砂製作所・高砂研究所 - 事業用ガスタービン・蒸気タービン、発電プラント、事業用ポンプなどの製造、原子力、燃料電池、環境技術などの研究。
- 三菱製紙 高砂工場  - ノーカーボン紙、感熱紙、インクジェット用紙、不織布など

エネルギー事業
- 電源開発（J-POWER） 高砂火力発電所（石炭火力）
- キグナス石油 高砂油槽所

金融機関（新たな形態の銀行を除く）
- 都市銀行
  - 三井住友銀行 高砂支店・曽根出張所 - 市の指定金融機関
- 地方銀行・第二地方銀行
  - 但馬銀行 高砂出張所（高砂支店は加古川市の加古川支店へ統合）
  - みなと銀行 高砂支店・宝殿支店
- 協同組織金融機関
  - 但陽信用金庫 大塩支店・高砂支店・高砂中央支店・高砂西支店
  - 西兵庫信用金庫 高砂支店
  - 日新信用金庫 宝殿支店
  - 播州信用金庫 荒井支店・伊保支店・高砂支店・宝殿支店
  - 姫路信用金庫 高砂支店・宝殿支店
  - 兵庫県信用農業協同組合連合会（JA兵庫信連、JAバンク兵庫） JA兵庫南伊保支店・荒井支店・高砂西支店・米田支店
  - 兵庫信用金庫 高砂支店
近畿労働金庫高砂支店は2017年に加古川市に移転し「東播加古川支店」となった[42]。

### 本社・本店を置く主な企業
- 建設業[注釈 10] - ソネック・龍谷・塩谷運輸建設・三晃商事・三和エンジニアリング・タカミ建設・中野プランツ・中谷建材・菱工・日本建設工業・塩谷建設・澤田組
- 卸売業・小売業 - 名産神戸肉 旭屋（食肉）、モリス（ホームセンター等）
- その他 - 神鋼検査サービス

### 主な商業施設
- アスパ高砂（緑丘2丁目：イオン高砂店および専門店街）
- イオン・アイモール高砂ショッピングセンター（米田町島：マックスバリュ宝殿店および専門店）
- イオンタウン高砂（梅井5丁目：マックスバリュ梅井店・DCMダイキ高砂店および専門店）
- サンモール高砂（高砂町栄町）
- 本町商店街、高砂銀座商店街、高砂センター街、農人町商店街（高砂町）

#### その他
- 梅ヶ枝湯 - 木造3階建の薪焚きのレトロな銭湯である。

## 交通

### 鉄道路線
高砂市には最も内陸側にJRの山陽本線が、海岸側に山陽電気鉄道本線が、その間にJRの山陽新幹線が通っている。この他、1914年から1984年にかけては、加古川駅から高砂町に至る国鉄高砂線が運行されていた。
- 西日本旅客鉄道
  - JR神戸線（山陽本線）：宝殿駅 - 曽根駅
- 山陽電気鉄道
  - 山陽電気鉄道本線：高砂駅 - 荒井駅 - 伊保駅 - 山陽曽根駅

JTB時刻表には、高砂駅が市の代表駅として記載されているが、市役所の最寄り駅は山陽電鉄伊保駅、乗降客数の最も多い駅はJR宝殿駅である。また山陽電気鉄道本線は、山陽曽根駅以西の姫路市内に所在する大塩駅と的形駅を結ぶ約150 mの区間で再度市内（北浜町西浜）を通過する。北浜町の一部はこれらの駅が最も近隣である。
JR三ノ宮駅へは宝殿駅から普通列車に乗り、隣の加古川駅で新快速に乗り換えて最速34分。阪神電気鉄道の神戸三宮駅へは高砂駅から直通特急で最速43分。山陽新幹線の駅は市内になく、姫路駅か西明石駅を利用する。

### バス

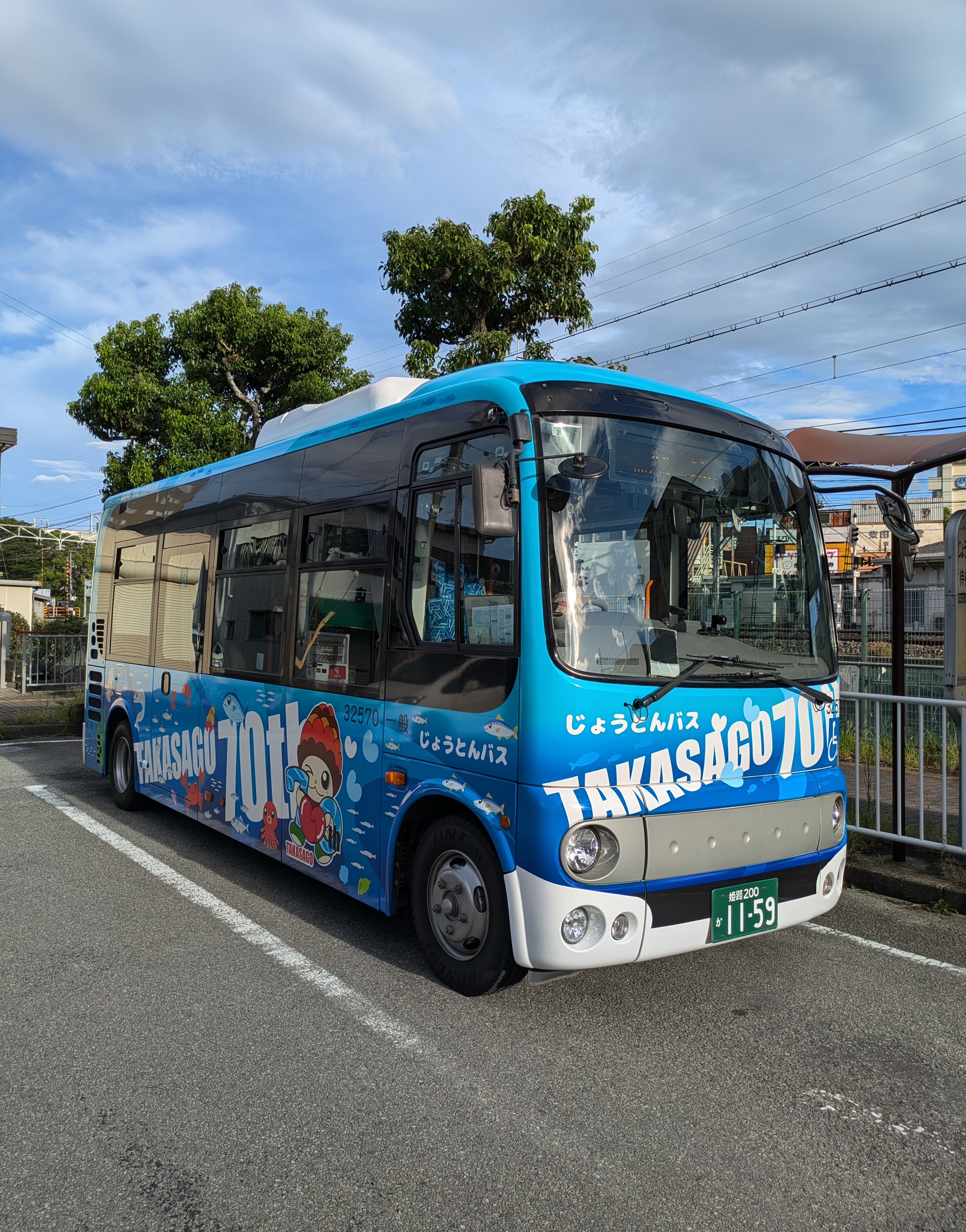
高砂市政70周年を記念したラッピングのじょうとんバス。2024年。

高砂市コミュニティバス（通称じょうとんバス）が市内を走るほか、市内のJR各駅発着で神姫バスが運行されている。発着地や系統についてはそれぞれの当該項目を参照。

### 船舶
高砂市には東から順に、高砂港、高砂西港、伊保港、曽根港などがあるものの、旅客船の運行はない。しかし臨海工業地域の各工場には業務用の岸壁がある（東播磨港の伊保地区、荒井地区、高砂地区）ほか、ヨットハーバーが点在する。

### 道路
- 一般国道
  - 国道2号
  - 国道2号加古川バイパス・姫路バイパス
    - 高砂北ランプ - 高砂西ランプ

  - 国道250号（明姫幹線）
- 一般有料道路
  - 播但連絡道路
    - 姫路ジャンクション
- 県道
  - 兵庫県道43号高砂北条線
  - 兵庫県道79号高砂加古川加西線
  - 兵庫県道718号明石高砂線（旧浜国道）

## 観光・文化・特産品

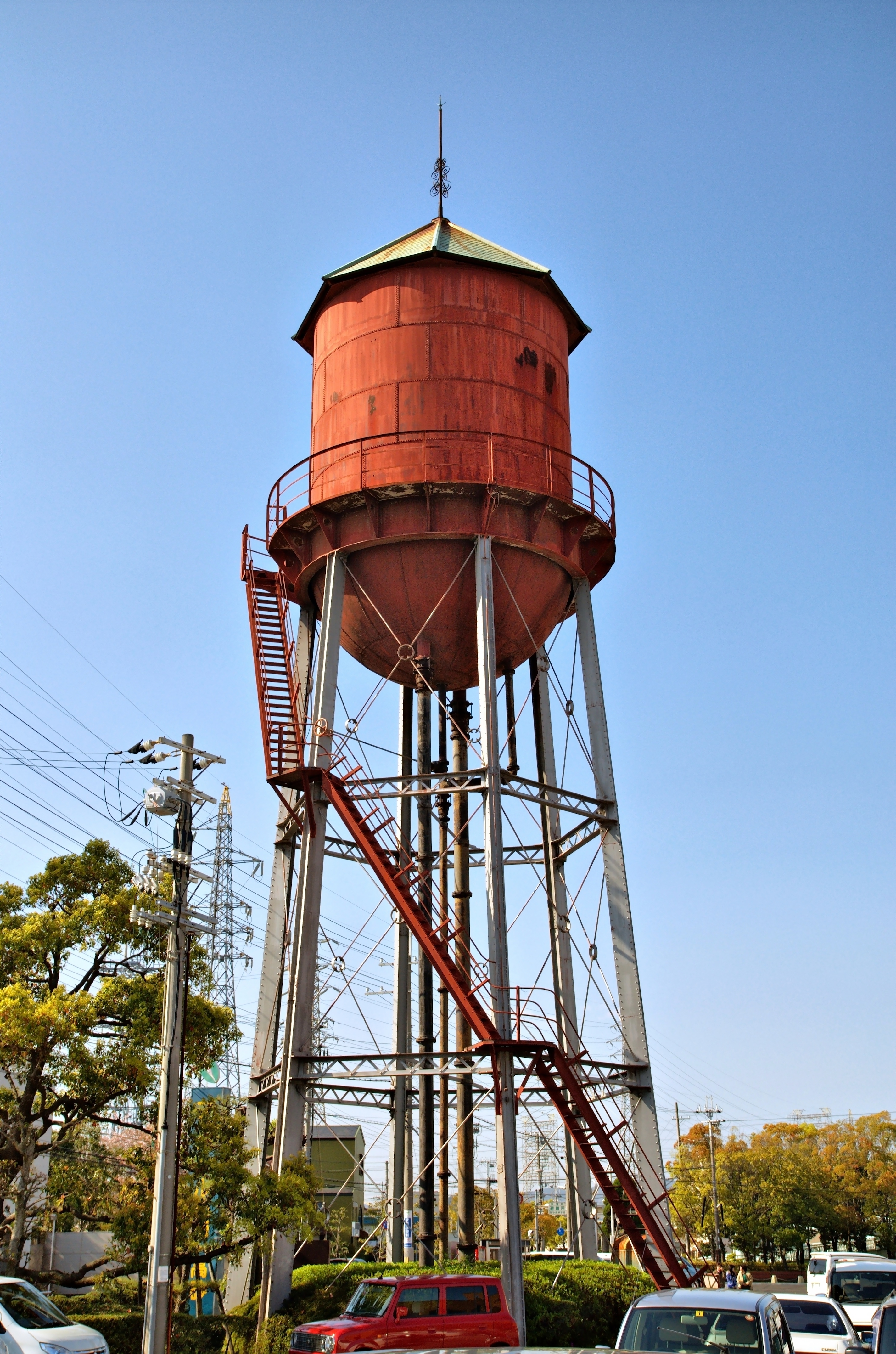
旧朝日町浄水場配水塔

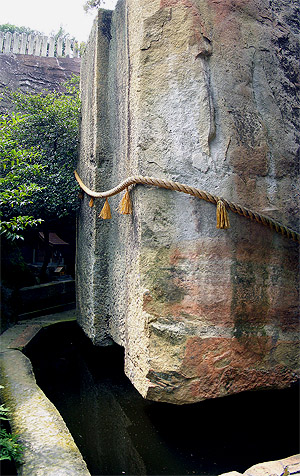
石の宝殿

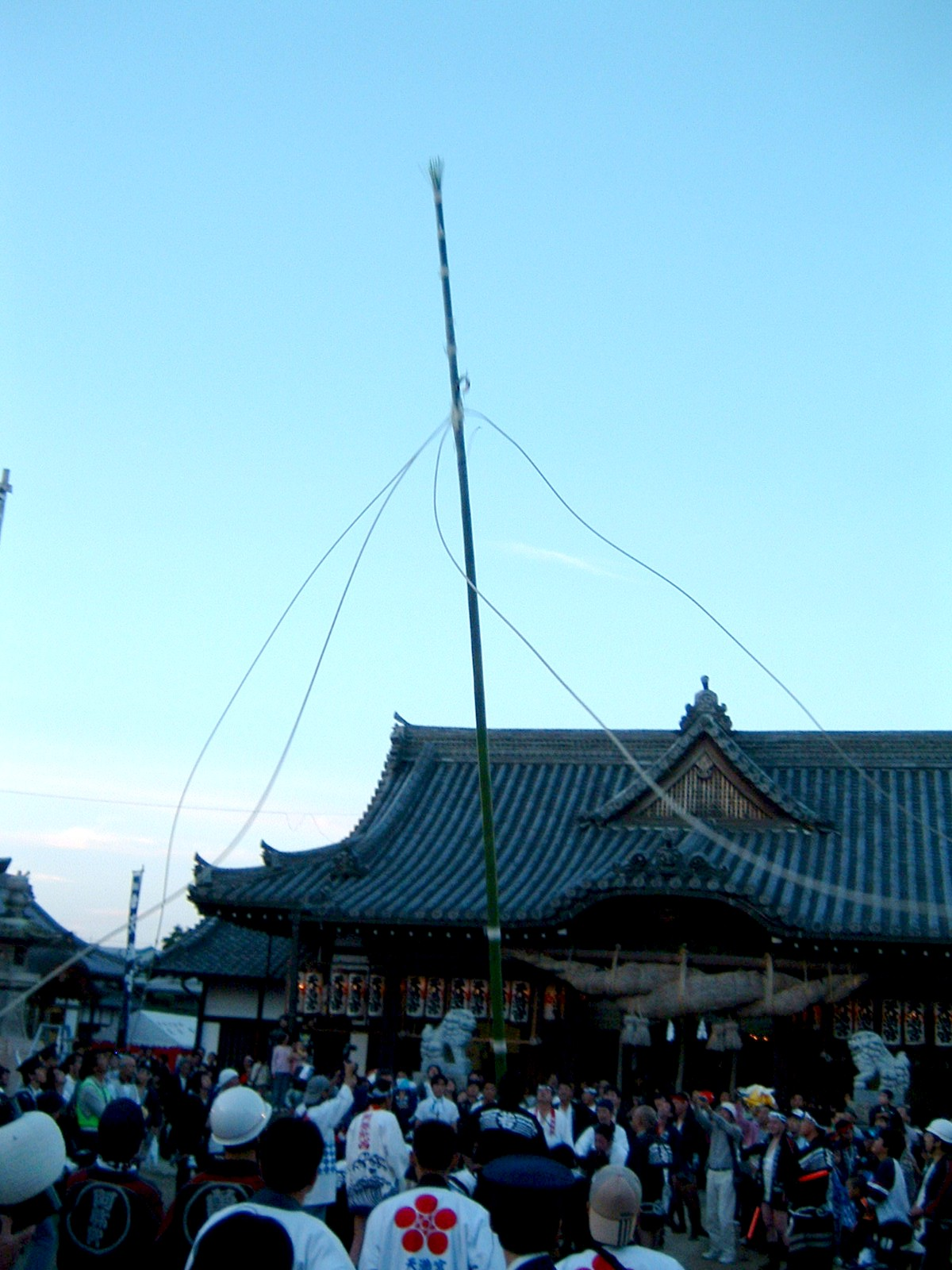
曽根天満宮の竹割神事

### 史跡
- 石の宝殿及び竜山石採石遺跡 - 国の史跡
  - 観濤処
- 旧朝日町浄水場配水塔 - 国の登録有形文化財
- 旧入江家住宅 - 県指定文化財
- 申義堂 - 市指定文化財
- 高砂地区歴史的景観形成地区（県指定景観形成重要建造物等）
  - 三菱製紙魚町倶楽部
  - 三連蔵
  - 高砂商工会議所会館（旧高砂銀行本店）
  - 大崎家住宅
  - 花井家住宅
- 宮本武蔵・伊織生誕地碑

### 神社・寺院
秋季例大祭（播州の秋祭り）では多くの神社でヤッサ（太鼓台）の練り出しが行われる。
- 荒井神社 - 結びの松
- 生石神社 - 上記の「石の宝殿」を神体とする神社。
- 鹿嶋神社
- 黒岩十三仏
- 小松原三社大神社
- 十輪寺
- 時光寺 - 「播磨の善光寺」とも呼ばれる。
- 真浄寺
- 曽根天満宮
- 高砂神社 - 相生の松
- 米田天神社
- 利生寺

### 民間のイベント
- カネカ夏まつり - 8月。高砂工業所敷地内の旧ラグビー部グラウンドで開催。従業員による模擬店のほか、特設のステージにミュージシャンやお笑いタレントが多数出演する。
- たかさご万灯祭 - 9月の最終土曜日・日曜日。高砂町の景観形成地区がライトアップされるほか、市内各所でジャズが演奏される[44][45]。

### スポーツ

#### チーム
- 三菱重工West硬式野球部 - 社会人野球の企業チーム。神戸市と高砂市の両市を本拠地としている。練習場は明石市。
- Cento Cuore HARIMA - 播磨地域全域を本拠地とする関西サッカーリーグのクラブチーム。運営会社（ハリマユナイテッド）の事務所が市内に所在。

##### かつて存在したチーム
- 鐘淵化学硬式野球部 - 社会人野球の企業チーム。1978年から休部し、1992年に正式に解散した。

#### 大会
- JABA高砂市長杯争奪大会 - 毎年4月に開催される社会人野球のクラブチームによる大会。
- 全国高等学校軟式野球選手権大会 - 毎年8月に開催される高校軟式野球の全国大会。

### ご当地グルメ
- 焼き穴子
- 高砂にくてん - お好み焼きの元になった料理とも言われるにくてんの1つだが、高砂市の場合は甘く味付けして煮込んだジャガイモを具材として加える点が特徴である[46]。
- かつめし
- 柏餅 - 鹿嶋神社参道で販売されている。丸い焼き餅が包まれている点が一般と異なる。

### 伝統工芸品
- 高砂染 - 2種類の異なった型を使用して布を染色していた。ただし廃れた工芸品であり、復元の試みが見られる程度である。
- 松右衛門帆

## 著名な出身者

### スポーツ
- 朝興貴祐貴 - 大相撲力士
- 井上公志 - 元プロ野球選手、学生野球指導者
- 大西順子 - 元競泳選手、スイミングアドバイザー
- 小田幸平 - 元プロ野球選手、野球評論家
- 加納由理 - 元陸上競技（長距離種目）選手
- 北村聡 - 元陸上競技（長距離種目）選手、陸上競技（長距離種目）コーチ
- 熊本剛 - 元陸上競技（長距離種目）選手、陸上競技（長距離種目）コーチ
- 琴龍宏央 - 元大相撲力士
- 塩谷和彦 - 元プロ野球選手・コーチ
- 田中英祐 - 元プロ野球選手
- 田中パウロ淳一 - プロサッカー選手
- 梶川諒太 - プロサッカー選手
- 鶴岡一成 - 元プロ野球選手、プロ野球コーチ
- 廣田隆治 - プロサッカー選手
- 藤井宏政 - 元プロ野球・社会人野球選手、社会人野球コーチ
- 藤原通 - 元プロ野球選手
- 松村謙二 - 元プロボクサー
- 松本流星 - プロボクサー
- 妙義龍泰成 - 元大相撲力士、年寄20代振分
- 山本徹矢 - 元プロ野球選手

### 芸能・アート
- 相生垣瓜人 - 俳人
- 新井あやさ - モデル、レースクイーン
- あずまきよひこ - 漫画家
- アンドロイド - 漫才コンビ、ローカルタレント[47]
- おのまきこ（花*花） - シンガーソングライター
- 加古三枝子 - 声楽家
- カタオカセブン（LONELY↑D） - ボーカリスト、ギタリスト
- 北野勇作 - 作家
- 高堂国典 - 俳優　※奈良市の説あり
- こじまいづみ（花*花） - シンガーソングライター
- 佐々木すぐる - 作曲家
- 大門正明 - 俳優
- 谷五郎 - コミックバンドマン、ラジオパーソナリティ
- つりたくにこ - 漫画家
- Tomoya (ONE OK ROCK)  - ドラマー
- 速水奨[48] - 声優
- 福井俊太郎（GAG） - お笑いタレント
- 藤原大輔（ゆんぼだんぷ） - お笑いタレント
- 豊来家大治朗 - 太神楽曲芸師
- 堀尾青史 - 紙芝居作家、児童文学作家
- 松岡充（SOPHIA） - ボーカリスト
- 松田隆作 - フラワーアーティスト
- 安富史郎 - 声優、ナレーター
- 安西なをみ - 声優、ナレーター
- 吉田裕 - お笑いタレント、吉本新喜劇座長
- 六角精児 - 俳優
- 川西拓実(JO1)- アイドル

### 学術
- 亀田次郎 - 国語学者
- 田中二郎 - 法学者、最高裁判所裁判官
- 浜野保樹 - メディア学者、翻訳家
- 美濃部達吉 - 法学者、貴族院議員
- 宮本武蔵 - 兵法家　※兵庫県揖保郡太子町、岡山県美作市の説あり。兵庫県出生説は播磨鑑を、岡山県出生説は「宮本武蔵#出生」を参照。
- 山片蟠桃 - 実業家、思想家

### その他諸分野
- 片山安孝 - 兵庫県副知事
- 河合義一 - 衆議院議員、参議院議員
- 河合耆三郎 - 新選組勘定方
- 工楽松右衛門 - 発明家、実業家。上記の「松右衛門帆」を発明した。
- 代野照幸 - メルシャン社長
- 天竺徳兵衛 - 海外貿易家、探検家
- 渡海紀三朗 - 衆議院議員、元文部科学大臣
- 浜野喜史 - 労働運動家、参議院議員
- 松本均 - 高砂市議会議員
- 宮崎英一 - 神戸地方裁判所長、元大阪高等裁判所部総括判事
- 宮本伊織 - 豊前小倉藩筆頭家老
- 村田智弘 - 将棋棋士
- 村田智穂 - 女流棋士 (将棋)

## ゆかりの人物
かつて市内に本拠があった社会人野球チーム・鐘淵化学硬式野球部（鐘化カネカロン、鐘紡高砂）でプレーした経験がある人物については、当該項目参照。
- 真田裕貴 - プロ野球選手。鹿島中に通学した。
- 陣内智則 - お笑いタレント。高砂南高を卒業した。
- 永田耕衣 - 俳人。三菱製紙高砂工場に勤務した。
- 松岡充 - ロックボーカリスト（SOPHIA）。高砂南高を卒業した。
- 森はな - 児童文学作家。教師時代、荒井小および伊保小に赴任した。